# Сумалакарреги, Томас де
Тома́с де Сумалака́рреги-и-де Имас (исп. Tomás de Zumalacárregui y de Imaz, баск. Tomas Zumalakarregi Imatz; 29 декабря 1788, Ормайстеги — 24 июня 1835, Сегама) — предводитель испанских карлистов.
Сумалакарреги родился в Ормайстеги в Гипускоа в Испании 29 декабря 1788 года. Его отец, Франсиско Антонио де Сумалакарреги Мухика, был адвокатом.
Во время войны против французского вторжения в Испанию он участвовал в Первой осаде Сарагосы 1808 года, в битве при Туделе и во время Второй осады Сарагосы 1809 года, пока не попал в плен во время вылазки. Ему удалось сбежать и он поступил офицером в 1-й батальон Гипускоа. Всю оставшуюся часть войны служил в регулярной армии, получил звание капитана. В этом звании он участвовал в битве при Сан-Марсиале в августе 1813 года.
После возвращения Фердинанда VII он продолжил службу в армии и тщательно изучал теорию войны. Сумалакарреги не симпатизировал либеральным принципам, распространявшимся в Испании, и был известен как ярый роялист. После победы революции 1820 года, узнав, что его подозревают (вероятно, справедливо) в намерении склонить солдат на сторону роялистов, он бежал во Францию. В 1823 году он вернулся офицером в один из роялистских полков, которые были организованы на французской земле с согласия правительства. В течение нескольких лет он занимался приведением в порядок полков, которым правительство не доверяло. Он стал подполковником в 1825 году и полковником в 1829 году. В 1832 году он был назначен военным губернатором Эль-Ферроля в Галисии. Перед смертью короля Фердинанда VII в 1833 году Сумалакарреги был известен как естественный сторонник традиционалистской партии, которая поддерживала брата короля дона Карлоса.
После смерти короля Фердинанда VII он принял в Первой карлистской войне сторону претендента Дон Карлоса Старшего, поднял восстание в баскской провинции Гипускоа и вёл отчаянную войну с кристинос, приверженцами регентши Марии Кристины. Умер от раны, полученной при осаде Бильбао.